# Johannes Linthorst Homan (1825-1876)
Johannes Linthorst Homan (Assen, 23 maart 1825 - Vries, 6 mei 1876) was een Nederlandse burgemeester.

## Leven en werk
Homan werd in 1823 te Assen geboren als Johannes, zoon van de notaris Anthonij en van Trina Elisabeth Tonckens. In 1842 werd aan zijn voornaam Johannes de tweede voornaam Linthorst toegevoegd. Van vaderszijde was hij een kleinzoon van de Drentse landschrijver en gedeputeerde Johannes Linthorst Homan (1758-1847). Van moederszijde was hij een kleinzoon van de Drentse patriot Wyncko Tonckens (1749-1804).
Homan studeerde rechten en werd advocaat. Op 16 december 1853 werd Homan benoemd tot burgemeester van de Drentse gemeente Vries. Deze functie vervulde hij tot 1859. De advocaat Homan overleed in mei 1876 op 51-jarige leeftijd in Vries.

## Familie
Zijn grootvader Johannes Linthorst Homan was onder meer lid van de Vergadering van Notabelen (1814).

Ziin oom Wyncko Tonckens was in de periode 1849-1875 lid van de Eerste Kamer.

Zijn neef Johannes Linthorst Homan was van 1904 tot 1917 commissaris der Koningin van Drenthe.